# Skatologia
Skatologia (od gr. skatós „kał”) – termin literacki określający żarty, sceny i aluzje dotyczące wydalin ludzkich. 
W literaturze europejskiej jednym z najstarszych przykładów dzieł zawierających wątki skatologiczne jest literatura sowizdrzalska. W średniowieczu motywy skatologiczne były rozpowszechnione w sztuce ludowej. Z kolei w literaturze sanksryckiej skatologiczne motywy komiczne, pokazujące skutki obżarstwa, służyły pokazaniu słabości duchowych archetypu łakomego bramina. 
Zachowania skatologiczne mają w różnych kulturach różne funkcje: mogą służyć poniżeniu lub wyśmianiu, ale także podkreśleniu wspólnoty, podobnie jak wulgarny język.
Termin ten może również określać szczególną odmianę parafilii, skatologię telefoniczną, polegającą na osiąganiu pobudzenia seksualnego wskutek prowadzenia obscenicznych rozmów telefonicznych z obcymi osobami.